# Imad Mughniyah
Imad Fayez Mughniyeh (7 de dezembro de 1962 - 12 de fevereiro de 2008; em árabe: عماد فايز مغنية), também conhecido como al-Hajj Radwan (الحاج رضوان), foi membro fundador da Organização da Jihad Islâmica do Líbano e segundo em comando do Hezbollah. As informações sobre Mughniyeh são limitadas, mas geralmente é entendido como líder principal e agente durante vários anos nos aparelhos militares, de inteligência e de segurança do Hezbollah. Ele também pode estar entre os fundadores do Hezbollah na década de 1980. Ele foi descrito como "uma espécie de super chefe de gabinete do Hezbollah, que se viu como o provável sucessor de Hassan Nasrallah como líder do Hezbollah.
Autoridades estadunidenses e israelenses acusaram Mughniyeh de associação com muitos bombardeios, sequestros e assassinatos, começando pelo bombardeio dos quartéis de Beirute e bombardeios da embaixada dos Estados Unidos, ambos ocorreram em 1983 e mataram mais de 350 pessoas, bem como o seqeestro de dezenas de estrangeiros no Líbano na década de 1980. Ele foi indiciado na Argentina por seu suposto papel no ataque da embaixada israelense em Buenos Aires em 1992. Os maiores ataques para os quais se afirma que ele é responsável aconteceram no início da década de 1980, pouco depois da fundação do Hezbollah, quando Mughniyah estava com 20 e poucos anos. As autoridades dos Estados Unidos o acusaram de matar mais cidadãos estadunidenses do que qualquer outro militante antes dos ataques de 11 de setembro. Os atentados e os sequestros que ele alegadamente organizou são creditados como uma forma de acabar com a presença militar dos Estados Unidos no Líbano na década de 1980.
Mughniyeh era conhecido por seu nome de guerra al-Hajj Radwan. Mughniyeh foi incluído na lista da União Europeia de terroristas procurados e tinha uma recompensa de 5 milhões de dólares na lista do FBI.
Mughniyeh foi morto na noite de 12 de fevereiro de 2008 por um carro-bomba que detonou enquanto ele passava a pé no bairro de Kafr Sousa em Damasco, na Síria.